# Bohdan Dzitko
Bohdan Edward Dzitko (ur. 13 lutego 1941 w Jagintach pod Grodnem) – polski radca prawny, dwukrotny dziekan Okręgowej Izby Radców Prawnych w Olsztynie, adwokat, a także pisarz; autor powieści historycznych i młodzieżowych. Członek Stowarzyszenia Pisarzy Polskich  i Stowarzyszenia Dziennikarzy Polskich.

## Twórczość
Powieści
- Krańce pamięci (1967)
- Tutejsza (1981; Wydawnictwo Pojezierze 1986)
- Dwa pierwsze dni w roku i ranek trzeciego dnia (Wydawnictwo Pojezierze, 1982)
- Synek (1983)
- Król sezonu 60 (1985)
- Gra czyli melodramat mieszczański (1987)
- Splot: Masurenlos (1987)
- Szok (1987)

Zbiory opowiadań
- Sezon Benedykta (1975)
- W Szampanii pod Epernay (1985)
- Ta jasność, ta ciemność (1987)
- Lamus (1988)

Książki dla dzieci
- Przypadki małej Agatki
- Koty, kotki, kocięta(1983)